# Палфингер Продукционстехник България
„Палфингер Продукционстехник България“ ЕООД е българско машиностроително предприятие със седалище в Червен бряг, собственост на австрийската група „Палфингер“.
Предприятието има два завода – за тежки компоненти за кранове в Червен бряг и за хидравлични цилиндри в Тенево, Ямболско. Регистрирано е на 3 септември 1999 година, а малко по-късно купува част от военния завод „Бета“ в Червен бряг. Към 2023 година има обем на продажбите 254 милиона лева, печалба 16,5 милиона лева и 1589 служители (849 в Тенево и 740 в Червен бряг).